# Dziadoszyce (przystanek kolejowy)
Dziadoszyce – nieczynny kolejowy przystanek osobowy w Dziadoszycach, w województwie lubuskim, w Polsce.